# شکست‌ناپذیر (فیلم ۲۰۰۹ ایستوود)
شکست‌ناپذیر (به انگلیسی: Invictus) نام یک فیلم درام زندگی‌نامه و ورزشی به کارگردانی کلینت ایستوود محصول سال ۲۰۰۹ آمریکا است. فیلم بر اساس رمان بازی با دشمن: نلسن ماندلا و بازی که یک ملت را ساخت از جان کارلین که به زندگی نلسون ماندلا می‌پردازد، ساخته شده است. عنوان این فیلم برگرفته از شعر شکست‌ناپذیر، نوشته ویلیام ارنست هنلی است که ماندلا آن را بر روی تکه‌ای کاغذ و در سال‌های زندان به همراه داشت. در این فیلم مورگان فریمن نقش ماندلا و مت دیمون نقش فرانسیس پینرا را بازی می‌کنند. بازیگر دیگر این فیلم اسکات ایستوود پسر کلینت ایستوود است.
این سومین بار است که مورگان فریمن با ایستوود همکاری می‌کند. آن‌ها در فیلم‌های نابخشوده در سال ۱۹۹۲ و دختر میلیون دلاری در سال ۲۰۰۴ نیز با هم همکاری کرده‌اند. فیلم دختر میلیون دلاری برای هر دو آنها اسکار به دنبال داشت. شکست‌ناپذیر توسط برادران وارنر در روز ۱۱ دسامبر ۲۰۰۹ اکران شد.

## داستان
نلسون ماندلا رهبر انقلاب آفریقای جنوبی‌ است که می‌خواهد با استفاده از مسابقات جام جهانی راگبی
۱۹۹۵ وحدت بین مردم آفریقای جنوبی را محکم سازد. این در زمانی ست که او تازه از زندان آزاد شده و نژاد پرستی از بین رفته و مردم او را به عنوان رئیس جمهور برگزیده‌اند. او برای یکی از مسابقات از مت دیمون استفاده می‌کند و.....

## بازیگران
- مورگان فریمن در نقش نلسون ماندلا.
- مت دیمون در نقش فرانکویس پینار.
- اسکات ایستوود در نقش جوئل استرانسکی.
- زاک فیوناییتی در نقش جونا لمو.
- گرانت ال روبرتز در نقش روبن کروگر.

## جوایز
| جایزه گلدن گلوب ۲۰۱۰       |               |       |
| بهترین کارگردانی           | کلینت ایستوود | نامزد |
| بهترین بازیگر نقش اول مرد  | مورگان فریمن  | نامزد |
| بهترین بازیگر نقش مکمل مرد | مت دیمون      | نامزد |
| جایزه اسکار۲۰۱۰            |               |       |
| بهترین بازیگر نقش اول مرد  | مورگان فریمن  | نامزد |
| بهترین بازیگر نقش مکمل مرد | مت دیمون      | نامزد |